# شامر (سمعان)
شامر  قرية سوريّة تتبع إداريّاً لمحافظة حلب منطقة جبل سمعان ناحية حريتان، بلغ تعداد سكانها 1,896 نسمة حسب التعداد السكاني لعام 2004.